# BrooklynVegan
BrooklynVegan is een Amerikaans muziekblog. Het blog is opgericht in 2004 en richt zich primair op muziekgerelateerd nieuws en evenementen in en rond de stad New York. Het blog besteedde aanvankelijk aandacht aan veganisme in de wijk Brooklyn voordat oprichter en hoofdredacteur Dave zijn aandacht verlegde naar de muziekscene in het gebied.
Het blog staat erom bekend dat het nieuwe artiesten belicht, zoals in hun bijdragen aan de blogserie Artist Discovery Series op de websites van de festivals Austin City Limits en Lollapalooza en hun radioprogramma op Sirius-XM. BrooklynVegan biedt artiesten tevens de kans om op te treden op festivals en in concertzalen.
In 2013 nam BrooklynVegan het heavy metalblog Invisible Oranges over. In 2017 breidde BrooklynVegan uit met twee nieuwe blogs over de muziekscene in Austin en Chicago.